# اتحادیه کلیساهای پروس
اتحاد کلیساهای پروسی یک نهاد بزرگ پروتستان بود که در سال ۱۸۱۷ بر اساس مجموعه‌ای از فرمان‌های فردریش ویلهلم سوم پروس شکل گرفت و کلیساهای لوتری و اصلاح‌شده در پروس را متحد کرد. اگرچه این نخستین نمونه از این نوع اتحاد نبود، اتحاد پروسی اولین بار در یکی از ایالت‌های بزرگ آلمان رخ داد.
این کلیسا به بزرگ‌ترین سازمان مذهبی مستقل در امپراتوری آلمان و بعدها در آلمان وایمار تبدیل شد، با حدود ۱۸ میلیون نفر عضو. این کلیسا تحت تأثیر دو انشقاق قرار گرفت (یکی دائمی از دهه ۱۸۳۰ و دیگری موقتی بین سال‌های ۱۹۳۴ تا ۱۹۴۸) که ناشی از تغییرات در دولت‌ها و سیاست‌های آن‌ها بود. پس از اینکه در قرن نوزدهم به‌عنوان کلیسای دولتی محبوب پروس شناخته شد، در قرن بیستم بارها مورد مداخله و سرکوب قرار گرفت، از جمله آزار و اذیت بسیاری از اعضای محله‌های آن.
در دهه ۱۹۲۰، جمهوری دوم لهستان و لیتوانی، و در دهه‌های ۱۹۵۰ تا ۱۹۷۰، آلمان شرقی، جمهوری خلق لهستان و اتحاد جماهیر شوروی، تقسیمات سازمانی دائمی یا موقتی را بر کلیسا تحمیل کردند، جماعت‌های کامل را حذف نمودند و اموال کلیسا را مصادره کردند و آن را برای مصارف سکولار یا کلیساهای دیگر که مورد علاقه بیشتر این دولت‌ها بودند، انتقال دادند. در جریان جنگ جهانی دوم، اموال کلیسا بر اثر بمباران‌های استراتژیک آسیب دید یا نابود شد و تا پایان جنگ، بسیاری از اعضای جماعت از نیروهای شوروی پیشروی‌کننده گریختند. پس از جنگ، برخی از استان‌های کلیسایی به‌طور کامل ناپدید شدند که این امر ناشی از فرار و اخراج آلمانی‌های ساکن در شرق خط اودر-نایسه بود.
دو دوره پس از جنگ شاهد اصلاحات عمده‌ای در کلیسا بودند که مشارکت دموکراتیک اعضای جماعت را تقویت کردند. این کلیسا بسیاری از الهی‌دانان برجسته را در میان اعضای خود داشت، از جمله فریدریش شلایرماخر، یولیوس ولهوزن (به‌طور موقت)، آدولف فون هارناک، کارل بارت (به‌طور موقت)، دیتریش بونهوفر، و مارتین نیمولر (به‌طور موقت) که تنها چند نمونه از آنها هستند. در اوایل دهه ۱۹۵۰، این سازمان کلیسایی به نهادی چتری تبدیل شد، پس از آنکه استان‌های کلیسایی قبلی آن در اواخر دهه ۱۹۴۰ استقلال یافتند. با کاهش تعداد اعضای جماعت به دلیل بحران جمعیتی آلمان و افزایش بی‌دینی، این کلیسا در سال ۲۰۰۳ در اتحادیه کلیساهای انجیلی ادغام شد.

## اسامی رسمی
| سالها      | نام رسمی                                |
| ---------- | --------------------------------------- |
| ۱۸۱۷–۱۸۲۱  | اتحادیه کلیساهای پروس                   |
| ۱۸۲۱–۱۸۴۵  | کلیسای انجیلی در سرزمین‌های سلطنتی پروس  |
| ۱۸۴۵–۱۸۷۵  | کلیسای دولتی انجیلی پروس                |
| ۱۸۷۵–۱۹۲۲  | کلیسای دولتی انجیلی استان‌های قدیمی پروس |
| ۱۹۲۲–۱۹۵۳  | کلیسای انجیلی اتحادیه قدیمی پروس        |
| ۱۹۵۳–۲۰۰۴  | کلیسای انجیلی اتحادیه                   |
| ۲۰۰۴–اکنون | در اتحادیه کلیساهای انجیلی گنجانده شد   |